# (3625) Fracastoro
(3625) Fracastoro (1984 HZ1) – planetoida z pasa głównego asteroid okrążająca Słońce w ciągu 5,34 lat w średniej odległości 3,05 au Odkryta 27 kwietnia 1984 roku.